# Lagostomus maximus
Lagostomus maximus là một loài động vật có vú trong họ Chinchillidae, bộ Gặm nhấm. Loài này được Desmarest mô tả năm 1817.

## Hình ảnh

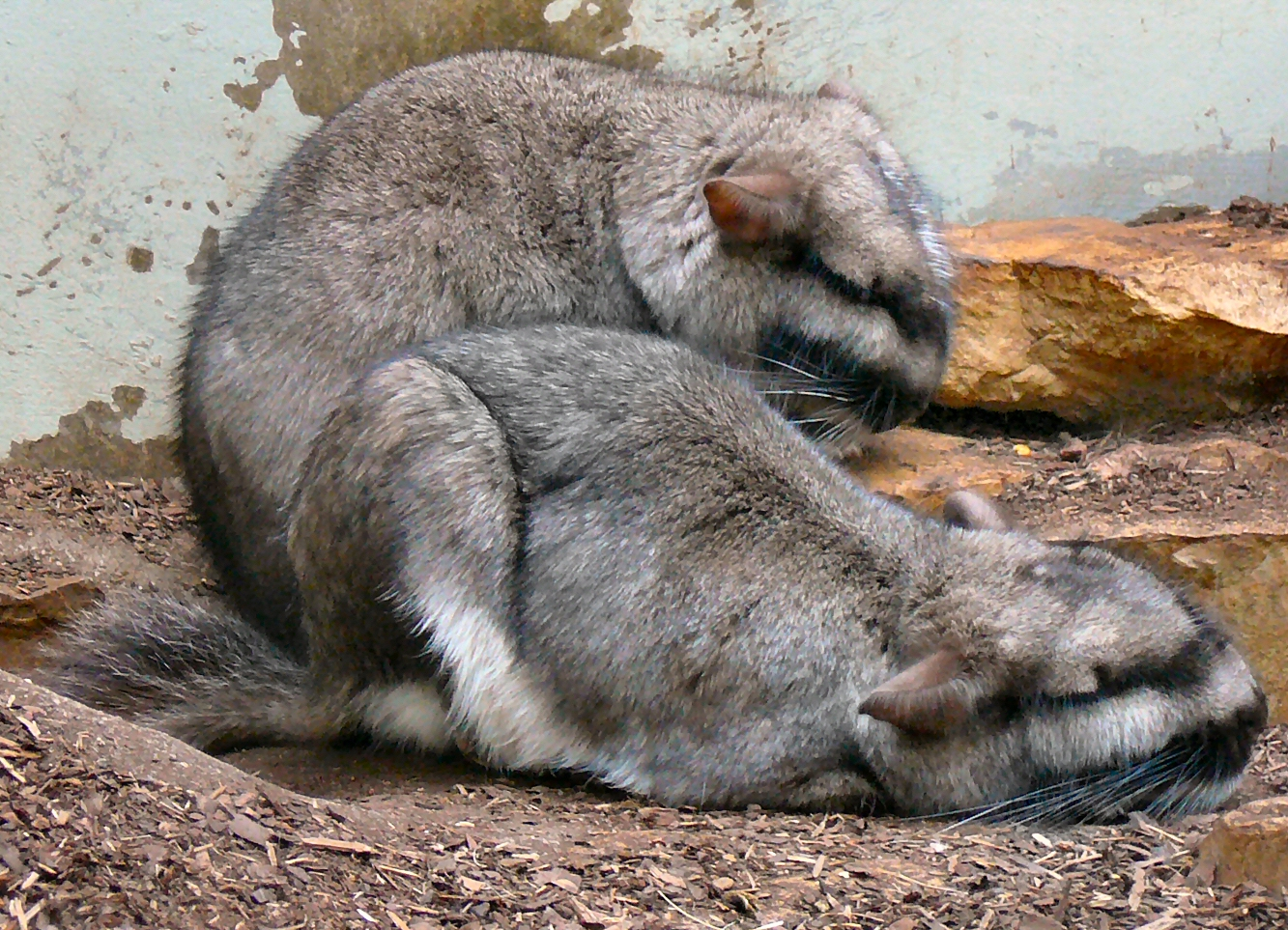
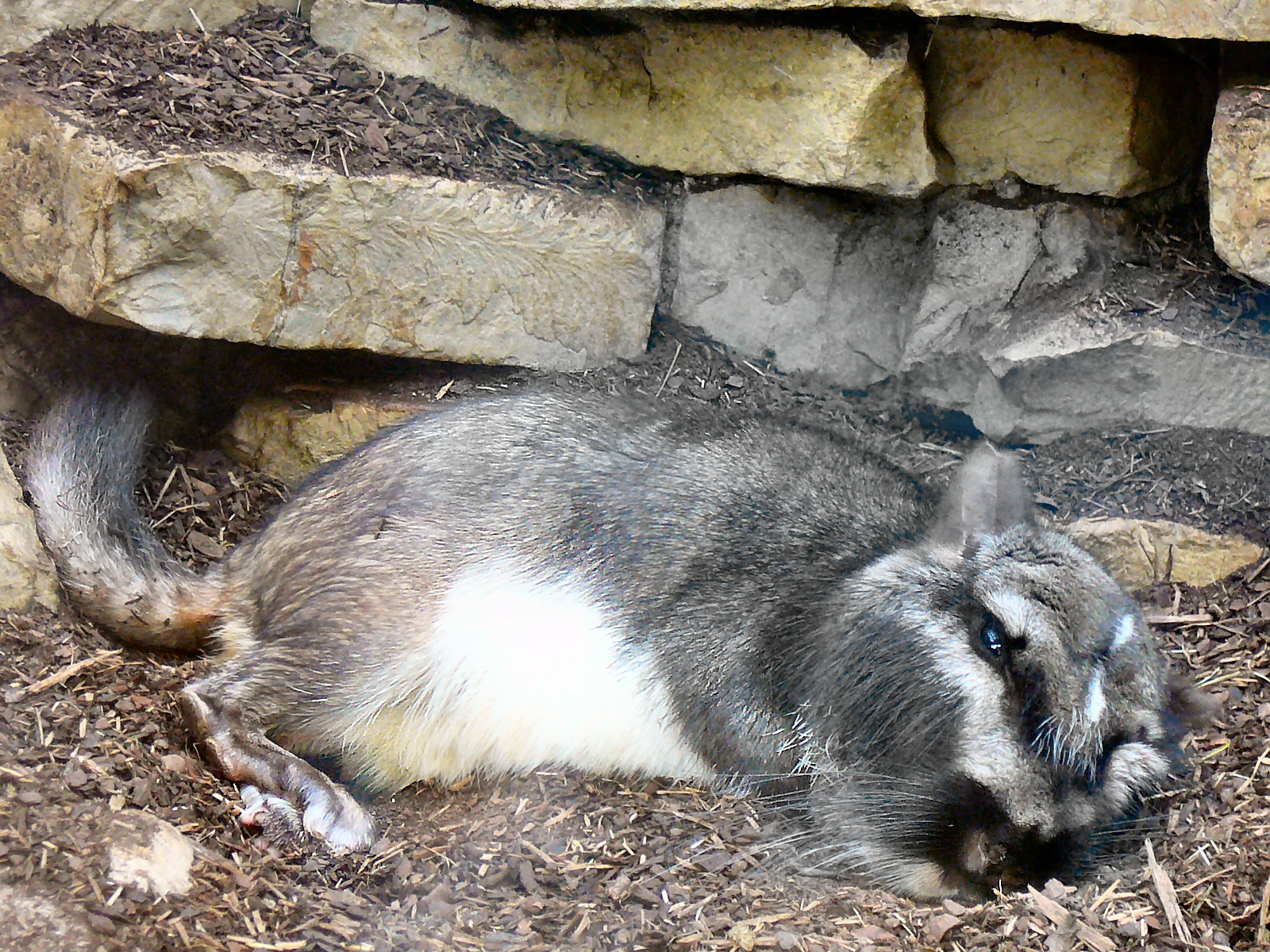
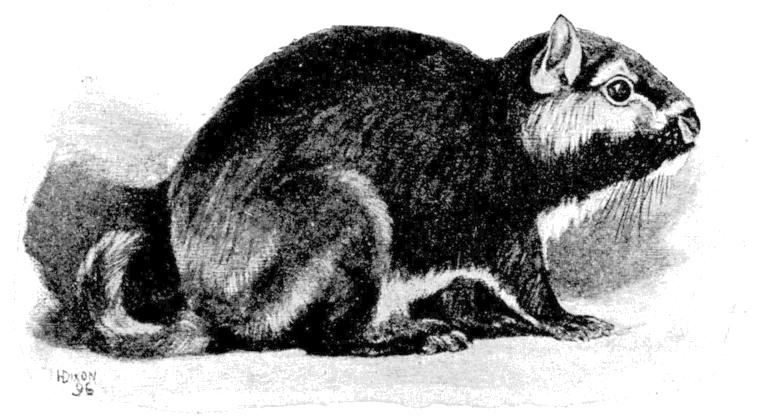
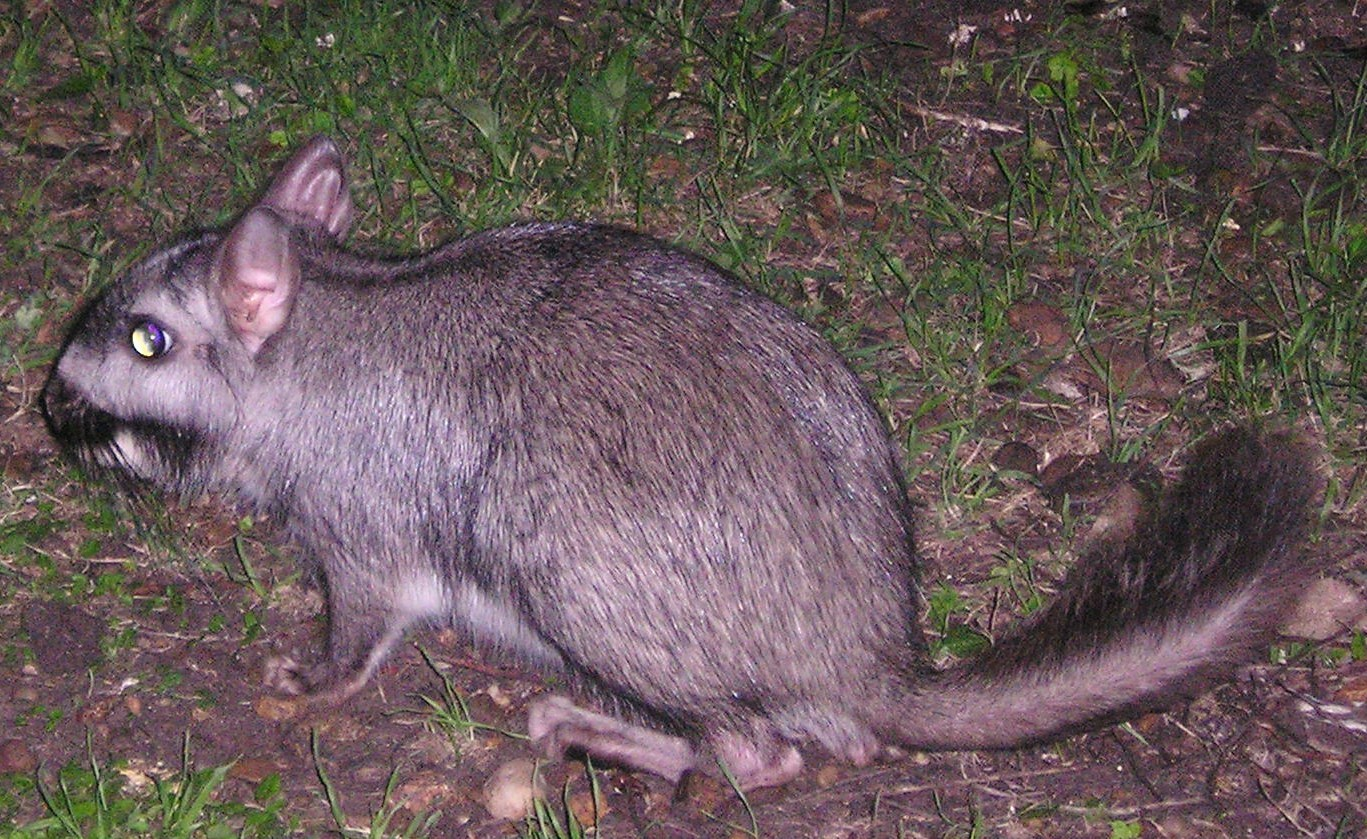